# ستارو لانیشته
ستارو لانیشته (به صربی: Staro Lanište) یک روستا در صربستان است که در ناحیه پوموراولیه واقع شده‌است.
 ستارو لانیشته  ۵۶۰ نفر جمعیت دارد.